# Praha III

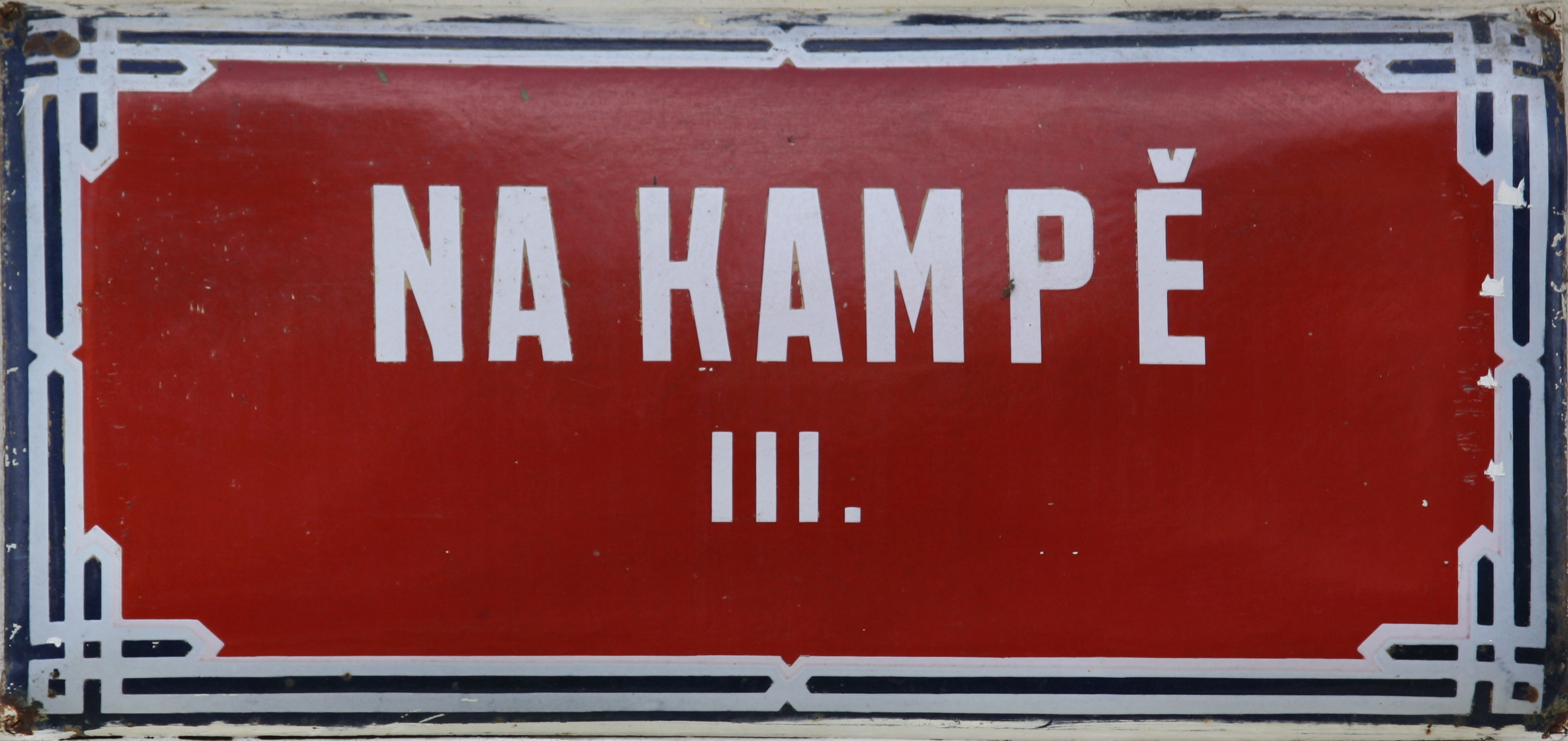
Staré označení ulice Na Kampě

Praha III nebo jen III. bylo historické označení Malé Strany jako 3. části Prahy. Součástí Královského hlavního města Prahy se Malá Strana spolu s dalšími třemi městy stala 12. února 1784, postupně pak byly připojovány další města a obce a rovněž číslovány římskými číslicemi. Změna systému nastala po vytvoření Velké Prahy k 1. ledna 1922 na základě zákona č. 114/1920 Sb. z. a n., kdy nově připojené části už nebyly jednotlivě číslovány, ale vládním nařízením č. 7/1923 Sb. s účinností ode dne vyhlášení 17. ledna 1923 byly vytvořeny volební a samosprávné obvody číslované římskými čísly. Prvním sedmi částem (I – VII) byla zachována původní čísla, ale tvořily dohromady jediný volební obvod. Vládní nařízení 187/1947 Sb, účinné od 14. listopadu 1947, pak stejné obvody určilo i pro členění státní správy. 
Obvod byl zrušen k 1. dubnu 1949, kdy byla Praha vládním nařízením č. 79/1949 Sb. rozčleněna novou správní reformou na 16 městských obvodů číslovaných arabskými číslicemi. Malá Strana se stala součástí nového obvodu Praha 1. Od 11. dubna 1960 zákon č. 36/1960 Sb. vymezil v Praze 10 obvodů, přičemž Malá Strana opět připadla do obvodu Praha 1. Zákon č. 418/1990 Sb., o hlavním městě Praze, s účinností od 24. listopadu 1990 ustanovil městskou část Praha 1, jejíž území je totožné s městským obvodem Praha 1. Toto rozdělení pak potvrdil i Statut hlavního města Prahy (vyhláška hl. m. Prahy č. 55/2000 Sb. HMP) s účinností od 1. července 2001.  